# Мойзес Наїм
Мойзес Наїм (ісп. Moisés Naím) — венесуельський політик та журналіст. Насамперед відомий як автор книжки у жанрі нехудожньої літератури «Занепад влади» (2013).

## Біографія
Народився 5 липня 1952 року в Триполі, Лівія. Освіту здобував у Столичному університеті (Universidad Metropolitana; Карнас, Венесуела) та Массачусетському технологічному інституті. Автор більш ніж 10 книжок; його статті публікуються на сторінках провідних газет світу («The New York Times», «The Washington Post», «Newsweek», «Time», Le Monde, Berliner Zeitung тощо). Заслужений науковий співробітник Фонду Карнеґі за міжнародний мир. 2013 року британський журнал «Проспект» помістив Наїма до списку провідних світових мислителів.
2005 року газета «Вашингтон Пост» назвала книгу Наїма «Незаконність: Як контрабандисти, наркоторговці та наслідувачі захоплюють світову економіку» (англ. Illicit: How Smugglers, Traffickers, and Copycats are Hijacking the Global Economy) одною з найкращих книг року у жанрі нехудожньої літератури; 2008 року на основі книги знято документальний фільм «Illicit: The Dark Trade». Завдяки книзі «Занепад влади: від владних кабінетів до полів битви й церков, а потім і до держави, або чому сьогодні бути при владі означає зовсім інше, ніж колись» у 2014—2015 роках Мойзес Наїм входив до списку 100 найвпливовіших світових лідерів думок за версією Інституту Готліба Дуттвайлера, швейцарського аналітичного центру. Окрім того, Марк Цукерберг, пообіцявши читати одну книгу що два тижні впродовж всього 2015 року, розпочав виконання свого плану саме з книжки «Занепад влади».
У 1996—2010 роках обіймав посаду головного редактора журналу «Foreign Policy» (укр. Зовнішня політика). 2011 року став режисером та ведучим телевізійної програми про міжнародну політику «Ефект Наїма», яка транслюється щотижня на телеканалі «NTN24». 2010 року отримав премію Х. Ортеґи-і-Ґассета за значний внесок у журналістику іспанською мовою.
Колишній міністр торгівлі та промисловості Венесуели та виконавчий директор Світового банку.

## Переклади українською
- Мойзес Наїм. Занепад влади. — К. : BookChef, 2017. — 512 с. — ISBN 978-617-7347-47-6.